# Anders Iwers
Anders Iwers (født 6. oktober 1972) er en svensk bassist for bandet Tiamat.
Han er bror til den nuværende bassist i In Flames Peter Iwers. Anders er rimelig kendt på den svenske heavy metal-scene. Han har spillet i bands som Desecrator, Ceremonial Oath, Cemetary, Mercury Tide og In Flames.

## Diskografi

### Ceremonial Oath
- Wake the Dead (1990) – demo under Desecrator moniker
- Black Sermons (1990) – demo under Desecrator moniker
- Promo 1991 (1991) Demo
- Lost Name of God (1992)
- The Book of Truth (1993)
- Carpet (1995)

### Cemetary
- Black Vanity (1994)
- Sundown (1996)

### Tiamat
- A Deeper Kind of Slumber (1997)
- For Her Pleasure (1999) EP
- Skeleton Skeletron (1999)
- Judas Christ (2002)
- Prey (2003)
- Amanethes (2008)
- The Scarred People (2012)

### Dark Tranquility
- Atoma (2016)
- Moment (2020)

### In Flames
- Lunar Strain (1994) – gæstesolist på numrene "In Flames" og "Upon an Oaken Throne"; guitar på 1993 demo tracks

### The Awesome Machine
- Under the Influence (2002) – gæstesolist på "Kick"

### Rickshaw
- Double Deluxe (2001) – gæstesolist på "Life in Hypercolor"

### Avatarium
- All I Want (2014)  – bassist på livesange
- The Girl With The Raven Mask (2015) – bassist på "Hypnotized", "Ghostlight" og "The Master Thief"